# XLIV Festival del Huaso de Olmué
El XLIV Festival del Huaso de Olmué se realizó los días 18, 19 y 20 de enero de 2013 en el Parque El Patagual, ubicado en Olmué, Chile. El animador del evento fue Cristián Sánchez y fue la última edición emitida por Chilevisión.

## Artistas

### Musicales
- Julieta Venegas
- Sonora Palacios
- Inti-Illimani Histórico
- Eva Ayllón
- Rosana
- Jordan
- Illapu
- Gepe
- Pimpinela

### Humor
- Huaso Filomeno
- Los Locos del Humor
- Marco "Charola" Pizarro

## Desarrollo
|  | Obertura               |
|  | Artista musical        |
|  | Humor                  |
|  | Competencia folclórica |

### Día 1 - viernes 18 de enero
| N.º | Nombre                         | Género/Tipo                                | Lista de temas/Rutina |
| --- | ------------------------------ | ------------------------------------------ | --- |
| O   | Homenaje a la cueca            | Obertura                                   | Obertura |
| 1   | Huaso Filomeno                 | Humor                                      | Humor |
| 2   | Javier Chávez y Grupo Calafate | Competencia folclórica (1.er grupo)        | «La tierra del amor» |
| 3   | Pachy Rojas y Grupo            | Competencia folclórica (1.er grupo)        | «La viuda de Tenaún» |
| 4   | Voy y Vuelvo                   | Competencia folclórica (1.er grupo)        | «Voy buscando por Santiago» |
| 5   | Casco Viejo                    | Competencia folclórica (1.er grupo)        | «Teodora» |
| 6   | Julieta Venegas                | Cantante de pop, indie y rock alternativo. | Ver lista 1. «Amores platónicos» 2. «Limón y sal» 3. «Algún día» 4. «Canciones de amor» 5. «Te vi» 6. «Bien o mal» 7. «Lento» 8. «Despedida» 9. «Algo está cambiando» 10. «Me voy» 11. «Eres para mí» 12. «El presente» 13. «Andar conmigo» |
| 7   | Sonora Palacios                | Banda de música tropical y cumbia          | |

### Día 2 - sábado 19 de enero
| N.º | Nombre                               | Género/Tipo                                                                                         | Lista de temas/Rutina |
| --- | ------------------------------------ | --------------------------------------------------------------------------------------------------- | --- |
| 1   | Inti-Illimani Histórico + Eva Ayllón | Agrupación de folclore y fusión latinoamericana. Cantante de vals peruano, bolero y música criolla. | Ver lista 1. «Lo que más quiero» (cover de Violeta Parra) 2. «No me cumbén» (cover de Nicomedes Santa Cruz) 3. «Valparaíso» (cover de Osvaldo Rodríguez) 4. «Fina estampa» (cover de Chabuca Granda) 5. «Deja la vida volar» (cover de Víctor Jara) 6. «Regresa» (cover de Augusto Polo Campos) 7. «Bailando con tu sombra» (cover de Víctor Heredia) 8. «Enciéndete Candela» (cover de Nicomedes Santa Cruz) 9. «Samba Lando» (cover de Inti-Illimani) 10. «Toro mata» (cover de Rosa Mercedes de Morales) |
| 2   | Gabriela Contreras                   | Competencia folclórica (2.do grupo)                                                                 | «Las brujas de Aquelarre» |
| 3   | Trebolar                             | Competencia folclórica (2.do grupo)                                                                 | «El jilguero de Santa Cruz» |
| 4   | Patricio Quintanilla                 | Competencia folclórica (2.do grupo)                                                                 | «Saca a bailar tu sangre» |
| 5   | Voces del Río                        | Competencia folclórica (2.do grupo)                                                                 | «Chiguayante, recuerdo y nostalgia» |
| 6   | Los Locos del Humor                  | Humor                                                                                               | Humor |
| 7   | Rosana                               | Cantante de pop y balada romántica.                                                                 | Ver lista 1. «¡Buenos días, mundo!» 2. «Aquel corazón» 3. «Para nada» 4. «Hoy» 5. «Llegaremos a tiempo» 6. «Si tú no estás 7. «Contigo» 8. «El talismán» 9. «A fuego lento» 10. «Tormenta de arena» 11. «Pa' ti no estoy» 12. «Con viento a favor» 13. «Mañana» |
| 8   | Jordan                               | Cantante de música tropical y cumbia.                                                               | |

### Día 3 (Domingo 20)
- Illapu
- Marco "Charola" Pizarro
- Gepe
- Pimpinela

| N.º | Nombre                  | Género/Tipo                              | Lista de temas/Rutina |
| --- | ----------------------- | ---------------------------------------- | --- |
| O   | Maucó                   | Obertura                                 | Obertura |
| 1   | Illapu                  | Banda de música andina folclórica.       | Ver lista 1. «Lejos del amor» 2. «Escribo por ejemplo» 3. «La partida» (cover de Víctor Jara) 4. «Calambito temucano» (cover de Violeta Parra) 5. «El necio» (cover de Silvio Rodríguez) 6. «Bio-Bio, sueño azul» 7. «Tu propia primavera» 8. «Baila caporal» 9. «Morena esperanza» 10. «Vuelvo para vivir»                                                                            |
| 2   | Marco "Charola" Pizarro | Humor                                    | Humor |
| 3   | Voces del Río           | Competencia folclórica (Final)           | «Chiguayante, recuerdo y nostalgia» |
| 2   | Pachy Rojas y Grupo     | Competencia folclórica (Final)           | «La viuda de Tenaún» |
| 4   | Patricio Quintanilla    | Competencia folclórica (Final)           | «Saca a bailar tu sangre» |
| 3   | Gabriel Contreras       | Competencia folclórica (Final)           | «Las brujas del aquelarre» |
| 7   | Gepe                    | Cantante de pop, indie pop e indie folk. | Ver lista 1. «En la naturaleza (4-3-2-1-0)» 2. «Con un solo zapato no se puede caminar» 3. «Celosía» 4. «Fruta y té» 5. «Por la ventana» 6. «Bomba chaya» 7. «Alfabeto» |
| 8   | Pimpinela               | Dúo de balada y pop.                     | Ver lista 1. «Estamos todos locos» 2. «Mañana» 3. «Esto no es amor» 4. «Yo que soy» 5. «Vivir sin ti no puedo» 6. «A esa» 7. «Ahora decide» 8. «Valiente» 9. «Buena onda» 10. «Lo mejor que la vida me dio» 11. «El amor no se puede olvidar» 12. «La familia» 13. «Hay amores que matan» 14. «Olvídame y pega la vuelta» 15. «Una estúpida más» 16. «Cuánto te quiero» 17. «Hermanos» |

## Competencia
La competencia tuvo como tema principal "Canciones a mi ciudad". En esta versión del festival se compitieron versiones de canciones típicas de ciudad chilenas interpretadas por músicos chilenos. El ganador de la competencia obtuvo el "Guitarpín de oro".
| Título                              | Autor(es)                   | Intérprete(s)                  | Lugar     |
| ----------------------------------- | --------------------------- | ------------------------------ | --------- |
| "La viuda de Tenaún"                | Roberto Rojas Montepardo    | Panchy Rojas y grupo           | Ganador   |
| "Saca a bailar tu sangre"           | Jorge Cartes Palacios       | Patricio Quintanilla           | 2.° Lugar |
| "Las brujas de aquelarre"           | Ricardo de la Fuente        | Gabriela Contreras             | 3.° Lugar |
| "Chiguayante, recuerdo y nostalgia" | Carlos Martínez Schutz      | Voces del río                  | 4.° Lugar |
| "El jilgero de Santa Cruz"          | Carmen Ormazabal Díaz       | Trebolar                       | Eliminado |
| "Teodora"                           | Juan Francisco Muñoz        | Casco Viejo                    | Eliminado |
| "Voy buscando por Santiago"         | Héctor Arapio               | Voy y vuelvo                   | Eliminado |
| "La tierra del amor"                | José Arturo Chávez Saldivia | Javier Chávez y grupo Calafate | Eliminado |

Jurado
- Pedro Messone.
- Raúl Aliaga.
- Simón Vidal.
- Carmen Gloria Arroyo.
- Fernanda Urrejola.

## Audiencia
| 1 | Viernes | 18 de enero | Día 1 | 22:16 - 02:19 | 14,3 | Segundo | [ 1 ] |
| 2 | Sábado  | 19 de enero | Día 2 | 22:31 - 02:38 | 16,1 | Primero | [ 2 ] |
| 3 | Domingo | 20 de enero | Día 3 | 22:17 - 02:08 | 17,8 | Primero | [ 3 ] |